# Iglesia del Santo Rosario (Saba)
La Iglesia del Santo Rosario o más formalmente Iglesia de la Reina del Santísimo Rosario (en neerlandés: Heilige Rozenkranskerk; en inglés: Holy Rosary Church o bien the Queen of the Holy Rosary Church) es el nombre que recibe un edificio religioso afiliado a la iglesia católica que se encuentra ubicado en la pequeña localidad de Hell’s Gate en la isla caribeña de Saba un territorio dependiente del Reino de los Países Bajos en las Antillas Menores, Mar Caribe.
Su historia se remonta a 1911 cuando la primera capilla de madera fue establecida para la comunidad católica, luego en 1962 se construyó el actual edificio en el mismo lugar pero esta vez como una iglesia mucho más grande y que fue dedicada por el obispo Holterman.
El templo sigue el rito romano o latino y depende de la Misión de la Conversión de San Pablo en la Diócesis católica de Willemstad con sede en la isla de Curazao.